# Permutationsgrupp
En permutationsgrupp är inom matematik, specifikt gruppteori, en grupp bestående av permutationer (bijektiva funktioner från mängden till sig själv) på någon mängd där gruppoperationen är permutationsmultiplikation.
Enligt Cayleys sats är varje grupp isomorf med någon permutationsgrupp. Vidare, om en permutationsgrupp består av permutationer en mängd X är det en delgrupp av den symmetriska gruppen över X, som består av alla permutationer på X.